# Gran Premio di Gran Bretagna 2020
Il Gran Premio di Gran Bretagna 2020 è stata la quarta prova della stagione 2020 del campionato mondiale di Formula 1. La gara si è corsa domenica 2 agosto sul circuito di Silverstone ed è stata vinta dal britannico Lewis Hamilton su Mercedes, all'ottantasettesimo successo nel mondiale; Hamilton ha preceduto al traguardo l'olandese Max Verstappen su Red Bull Racing-Honda e il monegasco Charles Leclerc su Ferrari.

## Vigilia

### Sviluppi futuri
L'evolversi della pandemia di COVID-19 costringe gli organizzatori del campionato a nuove modifiche del calendario; il 24 luglio 2020 viene annunciato la tenuta, per la prima volta nel campionato mondiale, del Gran Premio dell'Eifel, da disputarsi sul circuito del Nürburgring, del ritorno a distanza di 24 anni del Gran Premio del Portogallo, sull'inedito Autódromo Internacional do Algarve di Portimão, e del debutto del Gran Premio dell'Emilia-Romagna, da correre all'Autodromo Enzo e Dino Ferrari di Imola. Il Gran Premio del Canada, precedentemente posticipato, insieme al Gran Premio degli Stati Uniti, al Gran Premio del Messico e al Gran Premio del Brasile, vengono annullati. Il numero di gare programmate sale così a 13.

### Aspetti tecnici
La Pirelli, fornitrice unica degli pneumatici, porta per questa gara gomme di mescola C1, C2 e C3, le tre più dure tra quelle disponibili.
La FIA stabilisce due zone dove potrà essere utilizzato il DRS: la prima sul Wellington Straight, con detection point fissato 25 metri prima della curva 3 (Village); la seconda zona è posta sull'Hangar Straight, e punto per le determinazione del distacco fra piloti stabilito alla curva 11 (Maggots).
La Federazione colloca dei sensori alla Copse (curva 9) e alla Stowe (curva 15), al fine di far rispettare ai piloti i limiti della pista, senza traendone beneficio in accelerazione.

### Aspetti sportivi
Secondo il calendario originale della stagione la gara avrebbe dovuto svolgersi il 19 luglio. A seguito dell'espansione della pandemia di COVID-19, la Federazione è stata costretta a stravolgere il calendario, invertendo le date del Gran Premio di Gran Bretagna e di quello d'Ungheria, posticipando così di due settimane la disputa della gara britannica, che si tiene a porte chiuse, come le tre precedenti. È la prima volta che il Gran Premio, quale prova del campionato mondiale di Formula 1, si corre nel mese di agosto.
Da questa stagione, il Gran Premio è sponsorizzato dalla Pirelli.
L'ex pilota di Formula 1 Emanuele Pirro è nominato quale commissario aggiunto per la gara. L'italiano ha svolto in passato, in diverse occasioni, tale funzione, l'ultima nella prima edizione del Gran Premio di Stiria.
Il pilota messicano della Racing Point, Sergio Pérez, è costretto a saltare il Gran Premio per via della sua positività al SARS-CoV-2. Viene sostituito dal pilota tedesco Nico Hülkenberg. Hülkenberg ha già corso 177 gare del mondiale di Formula 1, tra il 2010 e il 2019, correndo tra il 2011 e il 2012 (il primo anno da riserva) e tra il 2014 e il 2016 con la Force India, scuderia antenata dell'attuale Racing Point.

## Prove

### Resoconto
Il pilota col tempo migliore nella prima sessione è Max Verstappen, su Red Bull Racing, che precede di quasi cinque decimi Lewis Hamilton e di quasi sei Lance Stroll. L'olandese ha ottenuto il tempo con gomme soft, mentre Hamilton e Stroll hanno preferito concentrarsi sulle mescole medie. Sulla Mercedes di Hamilton è stata montata la seconda MGU-K della stagione. La pista si è presentata particolarmente rovente, con l'asfalto che ha raggiunto i 45 °C di temperatura.
Alle spalle dei primi tre si sono posizionati Alexander Albon, Charles Leclerc e Valtteri Bottas, con quest'ultimo che però ha utilizzato gomme di mescola dura. Il debuttante in stagione, Nico Hülkenberg, ha colto il nono tempo.
Sono state protagoniste di alcuni testacoda le due Alfa Romeo Racing, con Antonio Giovinazzi che ha portato in pista molti detriti, tanto da costringere la direzione di gara ad esporre la bandiera rossa, per permettere la pulizia della pista. Il pilota italiano è stato anche ammonito dalla FIA per essere rientrato in pista, dopo l'escursione alla curva Becketts, e aver sparso pezzi della vettura tra il rettilineo dell'Hangar Straight e la curva Stowe.
Non ha colto tempi invece Sebastian Vettel, fermo ai box per quasi tutta la sessione per un problema all'intercooler.
La sessione pomeridiana è stata caratterizzata da una temperatura dell'asfalto ancora più alta, 49 °C, e da un certo vento. Il più veloce è stato il canadese Lance Stroll su Racing Point. Ha chiuso il miglior giro in 1'27"274, utilizzando gomme morbide, comunque un tempo più alto di mezzo secondo della miglior prestazione nella seconda sessione di prove libere della stagione precedente. A soli 90 millesimi si è piazzato Alexander Albon, della Red Bull Racing, che però a 44 minuti del termine della sessione è uscito alla curva Stowe, danneggiando pesantemente la monoposto. La sessione è stata anche interrotta con bandiera rossa (impedendo al compagno di team Verstappen di completare il suo tentativo veloce), ma è ripresa poco dopo.
Seguono, in classifica, Valtteri Bottas e Charles Leclerc, mentre è solo quinto Lewis Hamilton. Il leader della classifica mondiale si è lamentato per il tanto sovrasterzo e per il poco bilanciamento. Il passo gara della Mercedes è comunque competitivo.
Ha scontato ancora guai Vettel, in questa sessione alla pedaliera, che non gli hanno permesso di chiudere meglio del diciottesimo tempo.
Al termine della sessione le due AlphaTauri vedono sostituite le scatole del cambio. Ciò non incide su Pierre Gasly, ma porta a una penalizzazione di cinque posizioni in griglia per Daniil Kvjat.
Al sabato si abbassa di molto la temperatura dell'asfalto, che non supera i 32 °C. La classifica vede al comando le due Mercedes, con Valtteri Bottas che precede Lewis Hamilton di poco più di un decimo. Il finlandese è il solo pilota a chiudere il giro sotto il minuto e ventisei secondi. Al terzo posto è salito Max Verstappen, staccato di tre decimi, che ha preceduto Lance Stroll.
Ha subito ancora problemi alla pedaliera Vettel, che ha chiuso col quattordicesimo tempo. Alexander Albon è stato penalizzato da un problema all'impianto elettrico, potendo competere solo nei minuti finali della sessione, classificandosi proprio davanti al tedesco della Ferrari.

### Risultati
Nella prima sessione del venerdì si è avuta questa situazione: 
| Pos | Nº | Pilota         | Costruttore               | Tempo    | Gap    | Giri |
| --- | -- | -------------- | ------------------------- | -------- | ------ | ---- |
| 1   | 33 | Max Verstappen | Red Bull Racing-Honda     | 1'27"422 |        | 27   |
| 2   | 44 | Lewis Hamilton | Mercedes                  | 1'27"896 | +0"474 | 27   |
| 3   | 18 | Lance Stroll   | Racing Point-BWT Mercedes | 1'28"004 | +0"582 | 22   |

Nella seconda sessione del venerdì si è avuta questa situazione: 
| Pos | Nº | Pilota          | Costruttore               | Tempo    | Gap    | Giri |
| --- | -- | --------------- | ------------------------- | -------- | ------ | ---- |
| 1   | 18 | Lance Stroll    | Racing Point-BWT Mercedes | 1'27"274 |        | 29   |
| 2   | 23 | Alexander Albon | Red Bull Racing-Honda     | 1'27"364 | +0"090 | 13   |
| 3   | 77 | Valtteri Bottas | Mercedes                  | 1'27"431 | +0"157 | 30   |

Nella sessione del sabato si è avuta questa situazione:
| Pos | Nº | Pilota          | Costruttore           | Tempo    | Gap    | Giri |
| --- | -- | --------------- | --------------------- | -------- | ------ | ---- |
| 1   | 77 | Valtteri Bottas | Mercedes              | 1'25"873 |        | 19   |
| 2   | 44 | Lewis Hamilton  | Mercedes              | 1'26"011 | +0"138 | 22   |
| 3   | 33 | Max Verstappen  | Red Bull Racing-Honda | 1'26"173 | +0"300 | 15   |

## Qualifiche

### Resoconto
La pioggia, temuta per le qualifiche, non si presenta. Prima delle prove ufficiali viene sostituita la batteria sulla Red Bull Racing di Alexander Albon, che però non sconta penalizzazioni in griglia.
Le prime vetture a testare la pista sono quelle delle scuderie più lente: Williams, Haas e Alfa Romeo Racing. In seguito la classifica vede ai primi due posti le AlphaTauri, con Daniil Kvjat, battuto da Pierre Gasly. Scala primo Lance Stroll, che vede battuto il suo rilievo cronometrico da Charles Leclerc, e dalle due Mercedes, con Valtteri Bottas che ottiene 1'26"092. Max Verstappen s'intercala, poi, tra le due monoposto anglo-tedesche. La battaglia a centro gruppo è molto intensa, tanto che la differenza tra l'ottavo e il quattordicesimo tempo è solo di due decimi.
Nicholas Latifi è autore di un testacoda, mentre le due Alfa Romeo Racing e Kevin Magnussen migliorano, ma senza ottenere un tempo sufficiente per la qualificazione alla fase seguente. Ci riesce invece George Russell, che si piazza nono. Stroll, Hülkenberg e Gasly entrano tra i migliori sei, davanti a Ocon e Vettel. Vengono eliminati Magnussen, Giovinazzi, Räikkönen, Grosjean e Latifi. Russell viene posto sotto indagine dalla FIA, per il mancato rispetto delle bandiere gialle, ma il suo caso verrà approfondito solo al termine della sessione.
Albon è il primo pilota a far segnare un tempo in Q2 prima che Valtteri Bottas ottenga il nuovo record del tracciato (1'25"015), tra l'altro con gomme medie. Nello stesso istante Lewis Hamilton è autore di un testacoda, ed esce di pista; la sessione è anche, brevemente, interrotta con bandiera rossa. Alla ripresa Hamilton scala al secondo posto, a tre decimi da Bottas.
Anche la Q2 è molto combattuta: solo mezzo secondo separa Max Verstappen, terzo, dall'undicesimo, Nico Hülkenberg. Il tedesco però, pur migliorandosi nell'ultimo tentativo, non passa alla fase decisiva delle qualifiche. Assieme a lui non sono qualificati alla Q3 Gasly (che ha lo stesso tempo di Stroll, decimo), Albon (che ha commesso un errore nel suo giro più rapido), Kvjat e Russell.
La Q3 inizia con un'entrata in pista di una Ferrari proprio davanti alla sopraggiungente Racing Point di Stroll. La direzione di gara annuncia che anche tale caso sarà esaminato a qualifiche finite. Hamilton abbassa il record della pista, in 1'24"616. Il suo compagno di team, Bottas, è vicino, a soli 150 millesimi. Il terzo, Verstappen, è staccato di ben 1"147. Dietro ci sono Lance Stroll, le due Ferrari, le due McLaren e le due Renault.
Nel secondo tentativo Stroll migliora, ma non in maniera sufficiente per battere Verstappen; Daniel Ricciardo, intanto, scala al quinto posto. L'altra Renault di Esteban Ocon è settima, prima che Carlos Sainz Jr. irrompa al quinto posto. Fa ancora meglio Lando Norris, che è quarto, prima dell'arrivo di Leclerc, terzo. Bottas pareggia il tempo fatto da Hamilton, nel primo tentativo, ma il britannico abbassa ancora il limite, conquistando la sua novantunesima pole position. Per la sessantaseiesima volta la Mercedes monopolizza la prima fila. È il nuovo record per il campionato mondiale di Formula 1.
Al termine delle qualifiche i commissari decidono di penalizzare George Russell di cinque posizioni sulla griglia di partenza e di tre punti sulla Superlicenza per non aver rallentato a sufficienza sotto il regime di bandiere gialle. Anche Esteban Ocon era stato messo sotto investigazione per aver ostacolato Kimi Räikkönen nel Q1, ma a differenza di Russell non è stato punito. Non vengono invece presi provvedimenti per Charles Leclerc, uscito dai box con il sopraggiungente Lance Stroll. I commissari hanno ritenuto la manovra non particolarmente pericolosa.

### Risultati
Nella sessione di qualifica si è avuta questa situazione:
| Pos                         | Nº | Pilota             | Costruttore               | Q1       | Q2       | Q3       | Griglia |
| --------------------------- | -- | ------------------ | ------------------------- | -------- | -------- | -------- | ------- |
| 1                           | 44 | Lewis Hamilton     | Mercedes                  | 1'25"900 | 1'25"347 | 1'24"303 | 1       |
| 2                           | 77 | Valtteri Bottas    | Mercedes                  | 1'25"801 | 1'25"015 | 1'24"616 | 2       |
| 3                           | 33 | Max Verstappen     | Red Bull Racing-Honda     | 1'26"115 | 1'26"144 | 1'25"325 | 3       |
| 4                           | 16 | Charles Leclerc    | Ferrari                   | 1'26"550 | 1'26"203 | 1'25"427 | 4       |
| 5                           | 4  | Lando Norris       | McLaren-Renault           | 1'26"855 | 1'26"420 | 1'25"782 | 5       |
| 6                           | 18 | Lance Stroll       | Racing Point-BWT Mercedes | 1'26"243 | 1'26"501 | 1'25"839 | 6       |
| 7                           | 55 | Carlos Sainz Jr.   | McLaren-Renault           | 1'26"715 | 1'26"149 | 1'25"965 | 7       |
| 8                           | 3  | Daniel Ricciardo   | Renault                   | 1'26"677 | 1'26"339 | 1'26"009 | 8       |
| 9                           | 31 | Esteban Ocon       | Renault                   | 1'26"396 | 1'26"252 | 1'26"209 | 9       |
| 10                          | 5  | Sebastian Vettel   | Ferrari                   | 1'26"469 | 1'26"455 | 1'26"339 | 10      |
| 11                          | 10 | Pierre Gasly       | AlphaTauri-Honda          | 1'26"343 | 1'26"501 | N.D.     | 11      |
| 12                          | 23 | Alexander Albon    | Red Bull Racing-Honda     | 1'26"565 | 1'26"545 | N.D.     | 12      |
| 13                          | 27 | Nico Hülkenberg    | Racing Point-BWT Mercedes | 1'26"327 | 1'26"566 | N.D.     | 13      |
| 14                          | 26 | Daniil Kvjat       | AlphaTauri-Honda          | 1'26"774 | 1'26"744 | N.D.     | 19      |
| 15                          | 63 | George Russell     | Williams-Mercedes         | 1'26"732 | 1'27"092 | N.D.     | 20      |
| 16                          | 20 | Kevin Magnussen    | Haas-Ferrari              | 1'27"158 | N.D.     | N.D.     | 14      |
| 17                          | 99 | Antonio Giovinazzi | Alfa Romeo Racing-Ferrari | 1'27"164 | N.D.     | N.D.     | 15      |
| 18                          | 7  | Kimi Räikkönen     | Alfa Romeo Racing-Ferrari | 1'27"366 | N.D.     | N.D.     | 16      |
| 19                          | 8  | Romain Grosjean    | Haas-Ferrari              | 1'27"643 | N.D.     | N.D.     | 17      |
| 20                          | 6  | Nicholas Latifi    | Williams-Mercedes         | 1'27"705 | N.D.     | N.D.     | 18      |
| Tempo limite 107%: 1'31"807 |    |                    |                           |          |          |          |         |

In grassetto sono indicate le migliori prestazioni in Q1, Q2 e Q3.

## Gara

### Resoconto
Per un problema al motore, Nico Hülkenberg della Racing Point non prende parte al Gran Premio. La griglia di partenza non viene modificata.
Al via Lewis Hamilton resiste all'attacco del suo compagno di scuderia Valtteri Bottas; alle spalle del duo della Mercedes ci sono Max Verstappen, che mantiene la posizione su Charles Leclerc, Carlos Sainz Jr., Daniel Ricciardo, Lando Norris, Lance Stroll ed Esteban Ocon. Nel corso del primo giro Alexander Albon entra in contatto con Kevin Magnussen, che esce di pista, toccando pesantemente le barriere. La direzione di gara invia in pista la safety car, che rientra ai box solo al termine del quinto giro.
Alla ripartenza la classifica resta immutata, per diversi giri, con Bottas che resta abbastanza vicino a Lewis Hamilton. Al dodicesimo giro Daniil Kvjat termina contro le barriere dopo un problema tecnico sulla sua AlphaTauri; la safety car entra per la seconda volta in pista. Quasi tutti i piloti approfittano della situazione per effettuare la sosta per il cambio delle gomme. Tutti optano per gomme di mescola dura: rimane senza soste Romain Grosjean, che scala fino al quinto posto.
Al diciannovesimo giro la gara riprende nella sua valenza agonistica. Hamilton guida su Bottas, Verstappen, Leclerc, Grosjean, Sainz Jr., Ricciardo e Norris. Quest'ultimo passa quasi subito Ricciardo. Grosjean resiste agli attacchi di Sainz Jr., anche se la manovra del ventiduesimo giro è poi giudicata scorretta dai commissari, che avvisano il francese della Haas con una bandiera bianconera. Pochi giri dopo Grosjean cede anche a Lando Norris.
Nei giri successivi i due piloti della Mercedes duellano a colpi di giri veloci, con Bottas che però non riesce mai a ridurre il gap su Hamilton a meno di un secondo. Al trentacinquesimo giro Grosjean, ormai con le gomme in crisi, viene passato sia da Daniel Ricciardo che da Lance Stroll. Al giro seguente il francese entra ai box, per montare gomme dure.
Al quarantaseiesimo giro Esteban Ocon passa Stroll, salendo ottavo. Due giri dopo Kimi Räikkönen perde l'ala anteriore della sua Alfa Romeo Racing. Al quarantanovesimo giro Stroll, in crisi con le gomme, cede la nona posizione a Pierre Gasly. Nello stesso giro cede la gomma anteriore sinistra di Valtteri Bottas, che è costretto a compiere quasi un giro, prima di poter rientrare ai box. Il finlandese scende fuori dalla zona dei punti.
Anche Lewis Hamilton è in crisi con le gomme, così come Carlos Sainz Jr., che vede deteriorarsi la gomma anteriore sinistra. All'ultimo giro lo stesso problema si presenta anche sulla monoposto di Hamilton, mentre Verstappen era entrato ai box per montare un treno di gomme nuove il giro prima. Risale in zona punti Alexander Albon che sorpassa Vettel e Stroll.
Lewis Hamilton, grazie al grande vantaggio accumulato su Verstappen in seguito al pit-stop di quest’ultimo, riesce a concludere la gara primo, anche se con solo tre gomme ancora funzionanti. Un episodio analogo era successo a Jim Clark nel Gran Premio degli Stati Uniti d'America 1967. Charles Leclerc chiude terzo, davanti a Daniel Ricciardo, Lando Norris ed Esteban Ocon. Bottas non coglie punti, non riuscendo a passare Sebastian Vettel, che chiude decimo. Hamilton vince per la settima volta il suo Gran Premio nazionale, mai successo a nessun pilota nel mondiale di Formula 1. Il britannico ottiene anche il record di Gran Premi condotti per l'intera lunghezza, ovvero 20.

### Risultati
I risultati del Gran Premio sono i seguenti:
| Pos | Nº | Pilota             | Costruttore               | Giri | Tempo/Ritiro            | Griglia | Punti |
| --- | -- | ------------------ | ------------------------- | ---- | ----------------------- | ------- | ----- |
| 1   | 44 | Lewis Hamilton     | Mercedes                  | 52   | 1h28'01"283             | 1       | 25    |
| 2   | 33 | Max Verstappen     | Red Bull Racing-Honda     | 52   | +5"856                  | 3       | 19    |
| 3   | 16 | Charles Leclerc    | Ferrari                   | 52   | +18"474                 | 4       | 15    |
| 4   | 3  | Daniel Ricciardo   | Renault                   | 52   | +19"650                 | 8       | 12    |
| 5   | 4  | Lando Norris       | McLaren-Renault           | 52   | +22"277                 | 5       | 10    |
| 6   | 31 | Esteban Ocon       | Renault                   | 52   | +26"937                 | 9       | 8     |
| 7   | 10 | Pierre Gasly       | AlphaTauri-Honda          | 52   | +31"188                 | 11      | 6     |
| 8   | 23 | Alexander Albon    | Red Bull Racing-Honda     | 52   | +32"670                 | 12      | 4     |
| 9   | 18 | Lance Stroll       | Racing Point-BWT Mercedes | 52   | +37"311                 | 6       | 2     |
| 10  | 5  | Sebastian Vettel   | Ferrari                   | 52   | +41"857                 | 10      | 1     |
| 11  | 77 | Valtteri Bottas    | Mercedes                  | 52   | +42"167                 | 2       |       |
| 12  | 63 | George Russell     | Williams-Mercedes         | 52   | +52"004                 | 20      |       |
| 13  | 55 | Carlos Sainz Jr.   | McLaren-Renault           | 52   | +53"370                 | 7       |       |
| 14  | 99 | Antonio Giovinazzi | Alfa Romeo Racing-Ferrari | 52   | +54"205                 | 15      |       |
| 15  | 6  | Nicholas Latifi    | Williams-Mercedes         | 52   | +54"549                 | 18      |       |
| 16  | 8  | Romain Grosjean    | Haas-Ferrari              | 52   | +55"050                 | 17      |       |
| 17  | 7  | Kimi Räikkönen     | Alfa Romeo Racing-Ferrari | 51   | +1 giro                 | 16      |       |
| Rit | 26 | Daniil Kvjat       | AlphaTauri-Honda          | 11   | Foratura/Incidente      | 19      |       |
| Rit | 20 | Kevin Magnussen    | Haas-Ferrari              | 1    | Collisione con A. Albon | 14      |       |
| NP  | 27 | Nico Hülkenberg    | Racing Point-BWT Mercedes | 0    | Frizione/Motore         | –       |       |

Max Verstappen riceve un punto addizionale per aver segnato il giro più veloce della gara.

## Classifiche mondiali

### Piloti
| Pos | Pilota             | Punti |
| --- | ------------------ | ----- |
| 1   | Lewis Hamilton     | 88    |
| 2   | Valtteri Bottas    | 58    |
| 3   | Max Verstappen     | 52    |
| 4   | Lando Norris       | 36    |
| 5   | Charles Leclerc    | 33    |
| 6   | Alexander Albon    | 26    |
| 7   | Sergio Pérez       | 22    |
| 8   | Lance Stroll       | 20    |
| 9   | Daniel Ricciardo   | 20    |
| 10  | Carlos Sainz Jr.   | 15    |
| 11  | Esteban Ocon       | 12    |
| 12  | Pierre Gasly       | 12    |
| 13  | Sebastian Vettel   | 10    |
| 14  | Antonio Giovinazzi | 2     |
| 15  | Daniil Kvjat       | 1     |
| 16  | Kevin Magnussen    | 1     |

### Costruttori
| Pos | Costruttore               | Punti |
| --- | ------------------------- | ----- |
| 1   | Mercedes                  | 146   |
| 2   | Red Bull Racing-Honda     | 78    |
| 3   | McLaren-Renault           | 51    |
| 4   | Ferrari                   | 43    |
| 5   | Racing Point-BWT Mercedes | 42    |
| 6   | Renault                   | 32    |
| 7   | AlphaTauri-Honda          | 13    |
| 8   | Alfa Romeo Racing-Ferrari | 2     |
| 9   | Haas-Ferrari              | 1     |

## Decisioni della FIA
Al termine della gara, come già accaduto nei due Gran Premi precedenti, la Renault presenta nuovamente la stessa protesta ai commissari contro la vettura della Racing Point, per contestare la sua regolarità. Per questo motivo la nona posizione d'arrivo di Lance Stroll è soggetta a conferma da parte dei commissari.
La Federazione, il 7 agosto successivo, dopo aver esaminato tutte le parti contestate, dà ragione alla Renault, sentenziando che le prese d'aria della Racing Point RP20 sono una copia di quelle della vettura della Mercedes del campionato precedente. Anche per questa gara al team inglese è stata comminata una reprimenda. Il pilota Lance Stroll, anche in questo caso, non viene sanzionato. La Renault valuta blanda l'ammenda inflitta al team britannico e considera l'idea di presentare un ulteriore ricorso. Successivamente la Ferrari, la scuderia francese e la stessa Racing Point, decidono di presentare appello contro la sentenza emessa dalla Federazione, mentre McLaren e Williams rinunciano a presentare ricorso. Qualche settimana più tardi la Renault decide di ritirare l'appello contro la scuderia inglese, successivamente seguita dalla stessa Racing Point e dalla Ferrari. I team accettano quindi la sentenza emessa dalla Federazione, dopo che quest'ultima chiarisce le norme che vietano la presenza di monoposto uguali in futuro.
Alexander Albon, oltre alla penalità di cinque secondi comminatagli in gara, subisce la sottrazione di due punti sulla Superlicenza a causa del contatto avvenuto alla fine del primo giro con Kevin Magnussen.